# 蛇鎖海葵
蛇鎖海葵是一种海葵，主要分布于东大西洋和地中海，不過地中海的族群有時被認定為另一物種沟迎风海葵。海葵虎虾、Periclimenes aegylios（一種蝦）與Inachus phalangium（一種蟹）等小型動物與蛇鎖海葵行互利共生或片利共生，棲息在蛇鎖海葵有毒的觸手間以避免被掠食者捕食。
其种加词“viridis”意为“绿色的”。
西班牙西南部的加的斯湾以及撒丁岛有人將蛇鎖海葵作為食物食用。歐洲一些地方有人在水族箱中培養此類動物。